# Ваља Каселор (Драгашани)
Ваља Каселор (рум. Valea Caselor) насеље је у Румунији у округу Валча у општини Драгашани. Oпштина се налази на надморској висини од 165 m.

## Становништво
Према подацима из 2002. године у насељу је живело 130 становника, од којих су сви румунске националности.